# Emil Baumecker
Wilhelm Emil Karl Baumecker (* 27. April 1866 in Hayn bei Stolberg; † 19. Juli 1947 in Ballenstedt) war ein deutscher evangelischer Pfarrer und langjähriger, mehrfach gewählter Abgeordneter im Landtag des Freistaates Anhalt.

## Leben

### Kindheit und Jugend
Emil Baumecker war das erste von fünf Kindern des Viehhändlers Friedrich Christian Karl Baumecker und dessen Ehefrau Luise geb. Werner. Er wurde am 11. Mai 1866 getauft. 1875 zog die Familie nach Ballenstedt, wo Emil am 10. April 1881 in St. Nikolai konfirmiert wurde. Ab 1882 besuchte er das Gymnasium in Quedlinburg und bestand die Maturitätsprüfung (Abitur).

### Theologie-Studium, Ordination, Pfarrstelle in Leopoldshall
Emil Baumecker begann sein Theologie-Studium mit dem Wintersemester 1885/86 in Berlin, es folgten zwei Semester 1886/87 in Tübingen, 1887 ein Sommersemester in Halle und schließlich 1887/88 wieder in Berlin. Im Sommer 1889 legt er das 1. theologische Examen in Dessau ab.
Im September 1891 erhielt Emil Baumecker vom Herzoglichen Konsistorium eine Berufung in den geistlichen Hilfsdienst zu Bernburg. Zwei Jahre lang war er Hilfsgeistlicher an die Schlosskirche St. Aegidien in Bernburg an der Seite des Superintendenten Schröter. Im Sommer 1892 folgte das 2. theologische Examen in Dessau. Am Erntedankfesttag 1892 wurde er von Superintendent Schröter ordiniert.
Ein Jahr später wurde er von Bernburg abberufen, um das Diakonat in Leopoldshall zu übernehmen. In dieses Amt wurde Emil Baumecker von Superintendent Schröter unter Assistenz des Leopoldshaller Pastors Pietschker und des Diakons Naucke eingeführt. Die Berufungsurkunde von Herzog Friedrich I. von Anhalt stammt vom 15. Oktober 1893.
Am 24. April 1894 heiratete Emil Baumecker Luise Wilhelmine Margarete Heine in der St. Nikolai-Kirche Quedlinburg. Nach Krankheit und Pensionierung des Pastors Pietschker wurde auf Wunsch der Gemeinde Emil Baumecker zum ersten Geistlichen der Evangelischen St.-Johannis-Gemeinde Leopoldshall ernannt. Die Einsetzung in dieses Amt (Bestallung) erfolgte am 19. September 1898 von Herzog Friedrich I. von Anhalt.

### Politische Laufbahn
Neben der geistlichen Tätigkeit begann auch Baumeckers politische Karriere. So kam es, dass Emil Baumecker 1902 von seiner Gemeinde (insbesondere durch Beamte und Arbeiter) als „Nationalsozialer“ für den Landtag des Freistaates Anhalt aufgestellt wurde und dank Los hineinkam. Nachdem man jedoch herausfand, dass einer seiner Wahlmänner nicht die anhaltische Staatsangehörigkeit besaß, musste er sein Mandat abgeben. 1908 zog Baumecker mit den Reststimmen der Sozialdemokraten in den Landtag ein. Er gehörte der nationalliberalen Partei an.
Aufgrund seines politischen Wirkens wurde Baumecker 1912 als Kandidat der Nationalliberalen für den Reichstag benannt, unterlag jedoch bei der Stichwahl nach dem ersten Wahlgang gegen den sozialdemokratischen Mitbewerber Bender. Im gleichen Wahlkreis 2 von Anhalt trat auch Rudolf Breitscheid mit der von ihm gegründeten „Demokratischen Partei“ an, der später bei den Sozialdemokraten berühmt wurde und als Opfer der Nazis starb.
Emil Baumecker engagierte sich im Landtag für die Ideen der Bodenreform und hatte damit keinen leichten Stand: „Es war schwer, Damaschkes Ideen in einem Landtage zu vertreten, in dem der Großgrundbesitz dominierte und von links her ein neues Bodenrecht, das jeglichen Missbrauch mit Grund und Boden unterbinden sollte, als Phantasterei betrachtet wurde. Andererseits konnte man darauf verweisen, daß das anhaltische Parlament in einem wesentlichen Punkte sich bodenreformerisch betätigt hatte, als es den Verkauf der staatlichen Salzwerke in Leopoldshall an ein englisches Konsortium verhinderte und für Verstaatlichung der anhaltischen Kalischätze eintrat.“
Am 2. Mai 1915 gründete sich in Bernburg der Landesverband Anhalts des „Bundes deutscher Bodenreformer“ unter Mitwirkung von Emil Baumecker, der stellvertretender Vorsitzender wurde.
Sein Sohn Johannes Baumecker fiel im Ersten Weltkrieg.
Nach dem Ersten Weltkrieg war Emil Baumecker zunächst Mitglied der Deutschen Demokratischen Partei als Anhänger von Friedrich Naumann (Herausgeber der Zeitschrift „Die Hilfe“) und wurde wieder in den anhaltischen Landtag gewählt. Dank des Engagements von Emil Baumecker und Alexander Malchow verlieh der Staatsrat für Anhalt der Gemeinde Leopoldshall am 29. Januar 1919 das Stadtrecht.
Von seiner Partei, die sich vom christlich-sozialen Liberalismus immer mehr in die Richtung einer sogenannten freisinnigen Volkspartei entwickelte, entfernte sich Emil Baumecker politisch immer mehr. Als überzeugter Bodenreformer und Anhänger von Adolf Damaschke machte er sich im Landtag selbstständig und wurde in den 1920er Jahren noch einmal in den Landtag gewählt. Bei der Wahl 1928 verfehlte er den erneuten Einzug ins Parlament.
Am 30. Juni 1934 setzte sich Emil Baumecker zur Ruhe. Er zog sich zurück nach Ballenstedt, wo er seinen Lebensabend verbrachte.

## Veröffentlichungen
- Leopoldshall, seine Entstehung, Entwicklung und Bedeutung. Festschrift anlässlich des 25-jährigen Bestehens der St. Johanniskirche. Leopoldshall 1901. Staßfurt-Leopoldshall, erweiterter Reprint 1993 (bearbeitet von Hartmut Wiest), ISBN 3-930207-00-1.
- Emil Baumecker: Leopoldshall 1901. Seine Entstehung, Entwicklung und Bedeutung; Bericht der Handelskammer zu Dessau. In: Deutschlands Kali-Industrie. Verlag der Fachzeitung-Industrie, Berlin, S. W 9.
- Jugendpflegearbeit in der Kriegszeit. Ein Ruf zur Mitarbeit an der Erziehung und Bildung der schulentlassenen Jugend. Herausgegeben im Auftrag der Kreisausschüsse für Jugendpflege in Bernburg und Ballenstedt, Bernburg 1917.
- Rieger/Baumecker: Chronik der Städte Staßfurt und Leopoldshall, 1927
- Festrede zur kirchlichen Verfassungsfeier am 11. August 1929 in der St. Johannis-Kirche Leopoldshall, Leopoldshall 1929.